# حميان (الطويلة)

تعديل مصدري - تعديل

حميان هي إحدى قرى عزلة بني الذولاني بمديرية الطويلة التابعة لمحافظة المحويت، بلغ تعداد سكانها 105 نسمة حسب تعداد اليمن لعام 2004.